# Cisterciti
Cisterciti ili lat. Ordo Cisterciensis je rimokatolički crkveni red. Osnovali su ga sv. Robert, sv. Alberic i sv. Stjepan (Etienne) Harding, a ne kako se pogrešno misli sv. Bernard, reformiranjem benediktinaca, 1098. godine, u Citeauxu. Najznačajniji doprinos širenju Reda u Europi dao je sveti Bernard iz Clairvauxa u 12. stoljeću. 
Odijelo im se sastoji od bijelog habita i crnog škapulara. Kad sudjeluju u korskoj molitvi i zajedničkoj liturgiji oblače bijelu široku kukulu. 

## Cisterciti u Hrvata
U Hrvatsku su došli 1208. godine na poziv hrvatsko-ugarskog kralja Andrije II., te u Topuskom osnovali cistercitsku opatiju. U 13. stoljeću još su osnovane opatije u Kutjevu i u Zagrebu na Dolcu. Zasluga cistercita je stvaranje najstarijeg hrvatskog terroira, koji su u Kutjevu počeli proizvoditi vino u 13. stoljeću. Graševina nije odmah bila prva, nego se vremenom vidjelo da je graševina sorta grožđa koja u Kutjevu najbolje uspijeva. Sredinom 16. stoljeća cisterciti nestaju iz hrvatskih krajeva. 
Od 1982. do 2007. godine postojala je cistercitska zajednica u franjevačkom samostanu u Jastrebarskom, pod pokroviteljstvom  cistercitske opatije Wettingen-Mehrerau iz Bregenza na Bodenskom jezeru u Austriji.
Cisterciti se javljaju i u Bačkoj na području Subotičke biskupije. Mađarski povjesničar Istvan Katona smatra da je opatija u Monoštoru bila cistercitska.

## Vanjske poveznice

### Sestrinski projekti
|  | Zajednički poslužitelj ima još gradiva o temi cisterciti       |
|  | Zajednički poslužitelj ima još gradiva o temi cistercitski red |

### Mrežna mjesta
- Stranice reda cistercita (engl.) (polj.) (tal.) (njem.) (šp.) (fr.)
- Međunarodne stranice cistercita (engl.) (šp.) (fr.)
- LZMK / Hrvatska enciklopedija: cisterciti
- Hrvatska katolička mreža – Hrvoje Josip Bišćan: »Zaboravljeni dobročinitelji naroda i Crkve«